# Marsilio Pasotti

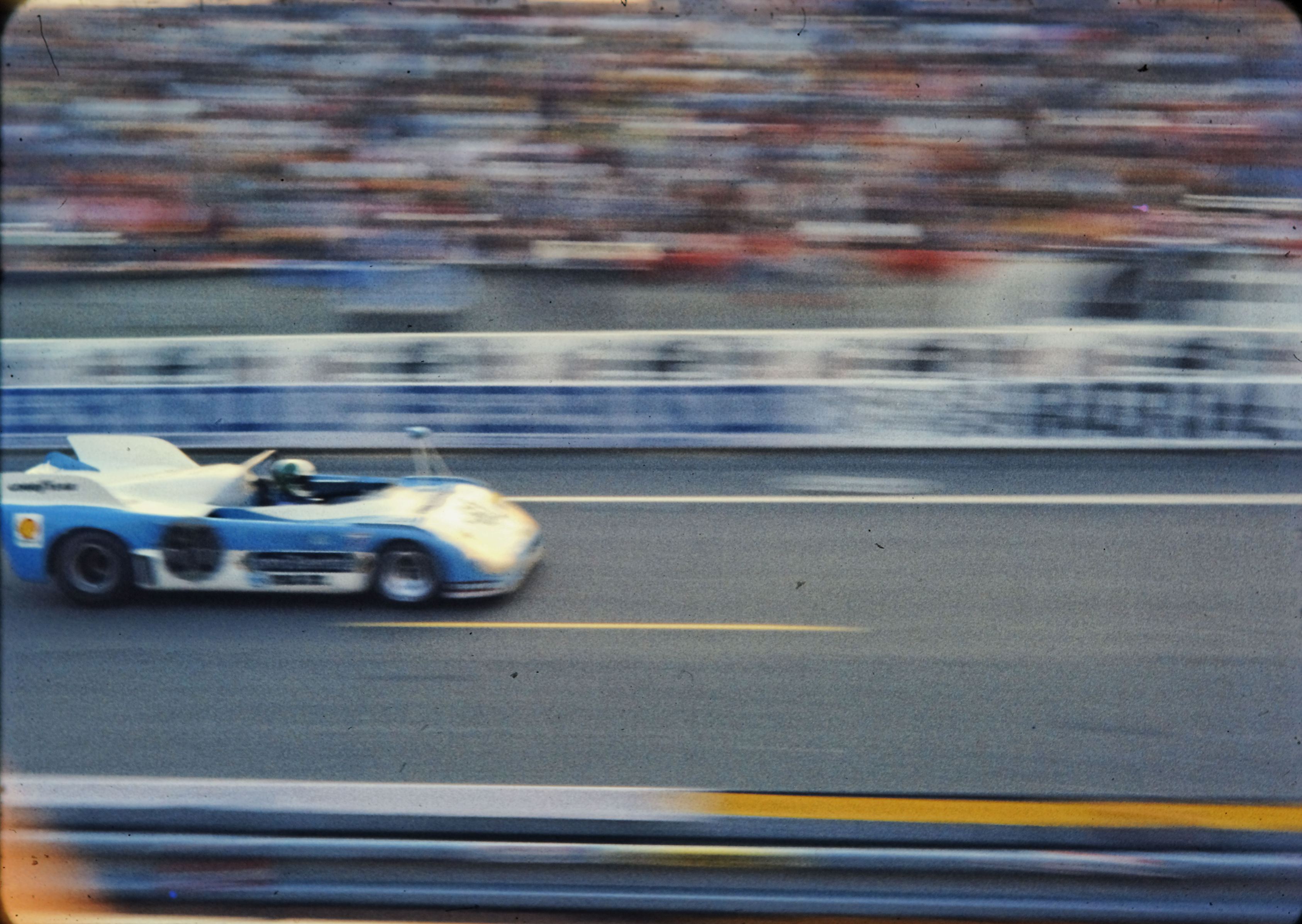
Der Alfa Romeo 33TT3 von Carlo Facetti, Teodoro Zeccoli und Marsilio Pasotti beim 24-Stunden-Rennen von Le Mans 1973

Marsilio Pasotti (* 6. März 1939 in Lumezzane; † 2. August 1989 in Brescia) war ein italienischer Automobilrennfahrer.

## Karriere
Pasotti, der seine Rennen fast ausschließlich unter dem Pseudonym Pam bestritt, begann seine Rennkarriere in den späten 1950er-Jahren bei Clubrennen in Italien. 1962 wurde er Werksfahrer bei Abarth und gewann in diesem Jahr die Coppa Cittá di Enna, einen Lauf zur Sportwagen-Weltmeisterschaft. Außerdem siegte er bei der Coppa Carri in Monza. 1963 triumphierte er, diesmal auf einem Fiat-Abarth 1000, erneut bei einem Wertungslauf der Sportwagen-Weltmeisterschaft, als er bei der Coppa Maifredi, einem GT-Rennen auf einem 16,4 km langen Rundkurs am Gardasee, siegreich blieb.
1966 wiederholte er seinen Sieg bei der Coppa Cittá di Enna. Zu diesem Zeitpunkt hatte er Abarth bereits verlassen und ging für die italienische Rennmannschaft Scuderia Brescia Corse bei GT- und Sportwagenrennen an den Start. Diesem Rennteam blieb er bis zum Ende seiner Karriere verbunden.
1971 fuhr er den Ferrari 512M der Scuderia in der Weltmeisterschaft und wurde gemeinsam mit Mario Casoni Vierter beim 1000-km-Rennen von Zeltweg. 1973 hatte er seinen einzigen Einsatz beim 24-Stunden-Rennen von Le Mans, denn er als 15. der Gesamtwertung beendete. Seinen letzten Erfolg feierte er 1977, als er Siebter bei der Targa Florio wurde.
Marsilio Pasotti starb am 2. August 1989 im Alter von 50 Jahren nach langer Krankheit. Neben seinen Aktivitäten als Rennfahrer war er auch ein bekannter Konstrukteur von Segelbooten am Gardasee.

## Statistik

### Le-Mans-Ergebnisse
| Jahr | Team                   | Fahrzeug         | Teamkollege   | Teamkollege     | Platzierung |
| ---- | ---------------------- | ---------------- | ------------- | --------------- | ----------- |
| 1973 | Scuderia Brescia Corse | Alfa Romeo 33TT3 | Carlo Facetti | Teodoro Zeccoli | Rang 15     |

### Einzelergebnisse in der Sportwagen-Weltmeisterschaft
| Saison | Team             | Rennwagen                               | 1   | 2   | 3   | 4   | 5   | 6   | 7   | 8   | 9   | 10  | 11  | 12  | 13  | 14  | 15  | 16  | 17  | 18  | 19  | 20  | 21  | 22  |
| ------ | ---------------- | --------------------------------------- | --- | --- | --- | --- | --- | --- | --- | --- | --- | --- | --- | --- | --- | --- | --- | --- | --- | --- | --- | --- | --- | --- |
| 1962   | Abarth           | Fiat-Abarth 1000 Fiat-Abarth 850        | DAY | SEB | SEB | MAI | TAR | BER | NÜR | LEM | TAV | CCA | RTT | NÜR | BRI | BRI | PAR |     |     |     |     |     |     |     |
| 1962   | Abarth           | Fiat-Abarth 1000 Fiat-Abarth 850        |     |     |     |     |     |     |     |     |     | 1   |     | 6   |     |     |     |     |     |     |     |     |     |     |
| 1963   | Abarth           | Fiat-Abarth 1000                        | DAY | SEB | SEB | TAR | SPA | MAI | NÜR | CON | ROS | LEM | MON | WIS | TAV | FRE | CCE | RTT | OVI | NÜR | MON | MON | TDF | BRI |
| 1963   | Abarth           | Fiat-Abarth 1000                        |     |     |     |     |     | 1   |     |     |     |     |     |     |     |     | DNF |     |     |     |     |     |     |     |
| 1966   | Scuderia Brescia | Ferrari Dino 206S                       | DAY | SEB | MON | TAR | SPA | NÜR | LEM | MUG | CCE | HOK | SIM | NÜR | ZEL |     |     |     |     |     |     |     |     |     |
| 1966   | Scuderia Brescia | Ferrari Dino 206S                       |     |     |     |     |     | 1   |     |     |     |     |     |     |     |     |     |     |     |     |     |     |     |     |
| 1967   | Eduardo Lualdi   | Ferrari Dino 206S                       | DAY | SEB | MON | SPA | TAR | NÜR | LEM | HOK | MUG | BRH | CCE | ZEL | OVI | NÜR |     |     |     |     |     |     |     |     |
| 1967   | Eduardo Lualdi   | Ferrari Dino 206S                       | DNF |     |     |     |     |     |     |     |     |     |     |     |     |     |     |     |     |     |     |     |     |     |
| 1970   | Scuderia Brescia | Abarth 2000S Abarth 2000 OT             | DAY | SEB | BRH | MON | TAR | SPA | NÜR | LEM | WAT | ZEL |     |     |     |     |     |     |     |     |     |     |     |     |
| 1970   | Scuderia Brescia | Abarth 2000S Abarth 2000 OT             |     |     |     |     | 8   |     |     |     |     | 9   |     |     |     |     |     |     |     |     |     |     |     |     |
| 1971   | Scuderia Brescia | Ferrari 512M                            | BUA | DAY | SEB | BRH | MON | SPA | TAR | NÜR | LEM | ZEL | WAT |     |     |     |     |     |     |     |     |     |     |     |
| 1971   | Scuderia Brescia | Ferrari 512M                            |     |     |     |     |     |     | 4   |     |     |     |     |     |     |     |     |     |     |     |     |     |     |     |
| 1972   | Scuderia Brescia | Abarth Osella SE-021 Abarth-Osella 2000 | BUA | DAY | SEB | BRH | MON | SPA | TAR | NÜR | LEM | ZEL | WAT |     |     |     |     |     |     |     |     |     |     |     |
| 1972   | Scuderia Brescia | Abarth Osella SE-021 Abarth-Osella 2000 |     |     |     |     | DNF |     | DNF |     |     |     |     |     |     |     |     |     |     |     |     |     |     |     |
| 1973   | Scuderia Brescia | Alfa Romeo T33                          | DAY | VAL | DIJ | MON | SPA | TAR | NÜR | LEM | ZEL | WAT |     |     |     |     |     |     |     |     |     |     |     |     |
| 1973   | Scuderia Brescia | Alfa Romeo T33                          |     | DNF |     | 5   |     |     |     | 15  | 7   |     |     |     |     |     |     |     |     |     |     |     |     |     |
| 1974   | Scuderia Brescia | Lola T292                               | MON | SPA | NÜR | IMO | LEM | ZEL | WAT | LEC | BRH | KYA |     |     |     |     |     |     |     |     |     |     |     |     |
| 1974   | Scuderia Brescia | Lola T292                               | DNF |     |     |     |     |     |     |     |     |     |     |     |     |     |     |     |     |     |     |     |     |     |